# Mariakerk (Buitenpost)
De Mariakerk is een kerkgebouw in de plaats Buitenpost, in de Friese gemeente Achtkarspelen.

## Geschiedenis
Het laatgotische kerkgebouw dateert uit het einde van de 15e eeuw. De kerktoren is echter ouder, want die dateert uit circa 1200 en is in de 16e eeuw verhoogd. Het kerkgebouw is een rijksmonument. In 2021 is de kerk overgedragen aan de Stichting Alde Fryske Tsjerken.
Zowel kerk als toren zijn door branden ernstig beschadigd. De kerk werd na een brand in 1594 hersteld in de periode 1611-1613. De toren werd in 1956 door de bliksem getroffen en brandde gedeeltelijk af. Het herstel van de toren vond in het daaropvolgende jaar plaats. De kerk is in de loop der tijden meerdere malen gerestaureerd. De laatste restauraties vonden plaats in de tweede helft van de 20e eeuw. De restauratie van 1976 tot 1978 kon deels gerealiseerd worden met subsidie van het toenmalige ministerie van Sociale Zaken in het kader van de werkloosheidsbestrijding. De restauratie van 1989 tot 1995 vond plaats in twee fasen. De tweede fase was nodig om onder meer ook de in de kerk aanwezige herenbanken te kunnen herstellen.

## Interieur
Opvallend in het interieur zijn de grote rouwkassen en rouwborden in het koor van de kerk. Op de borden staan de wapens van diverse vooraanstaande adellijke families die in de kerk zijn begraven. Zij bewoonden de Boelensstate, ook wel Haersmastate, die bij het dorp gelegen was (nu gemeentepark). Men vindt hier onder meer de rouwkassen van de generaal der infanterie Martinus van Acronius en zijn beide echtgenotes Catarina Wiskia van Haersma en Boudina Lucia Aebinga van Humalda. De rouwborden zijn na de laatste kerkrestauratie in 1996 alsnog gerestaureerd omdat ze waren aangevreten door houtworm en bonte knaagkever.
Op het laatgotische doopvont bevinden zich de afbeeldingen van de apostelen Petrus (met sleutel) en Paulus (met zwaard) en het Lam Gods en de bloedende pelikaan, als symbolen van Christus. De preekstoel en het doophek zijn gemaakt door de beeldsnijder Egbert Hoef en uitgevoerd in rococostijl. De herenbanken tegenover de preekstoel dateren uit de 17e eeuw en de 18e eeuw.

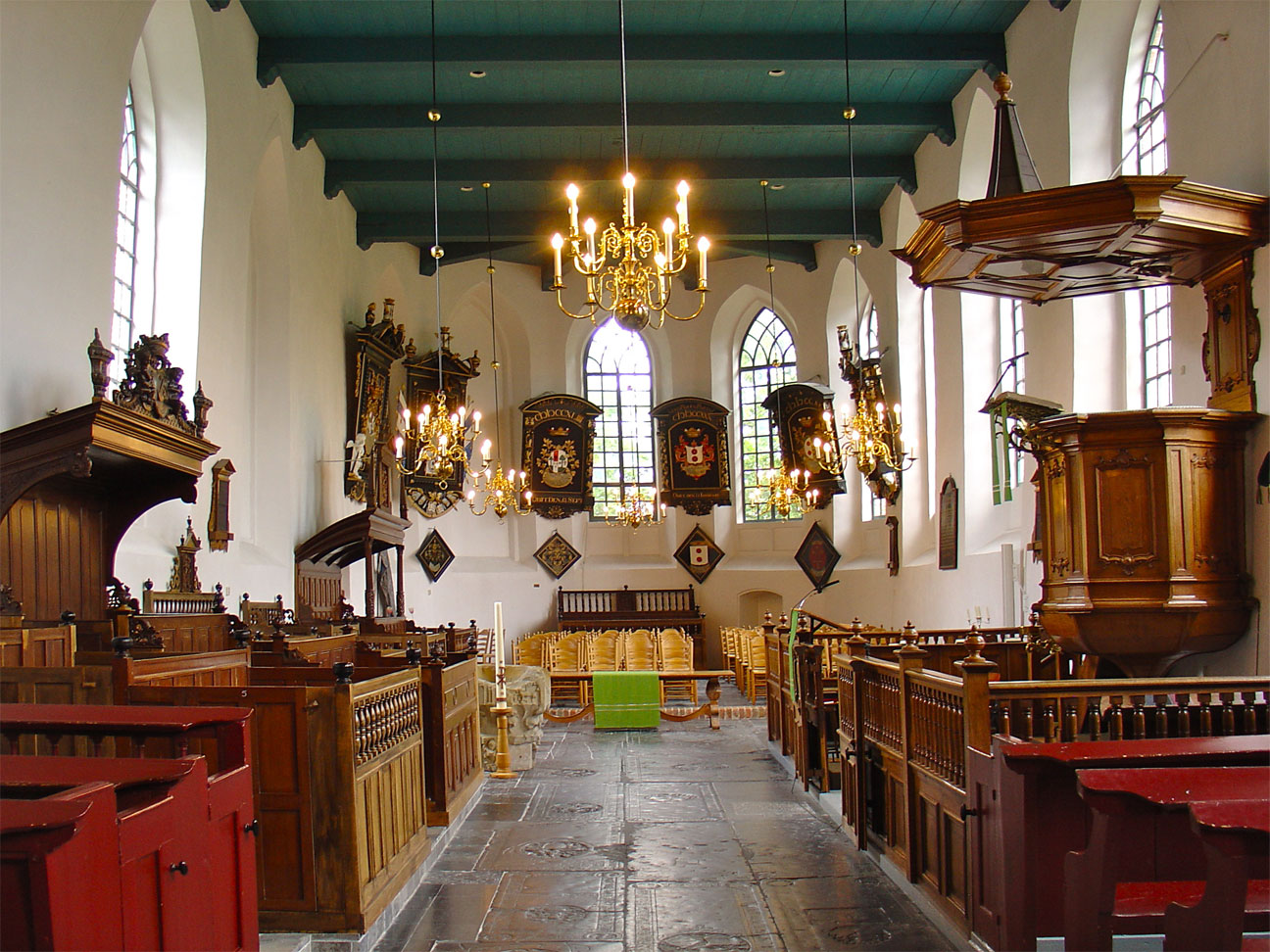
Interieur met rouwborden in het koor (2009)
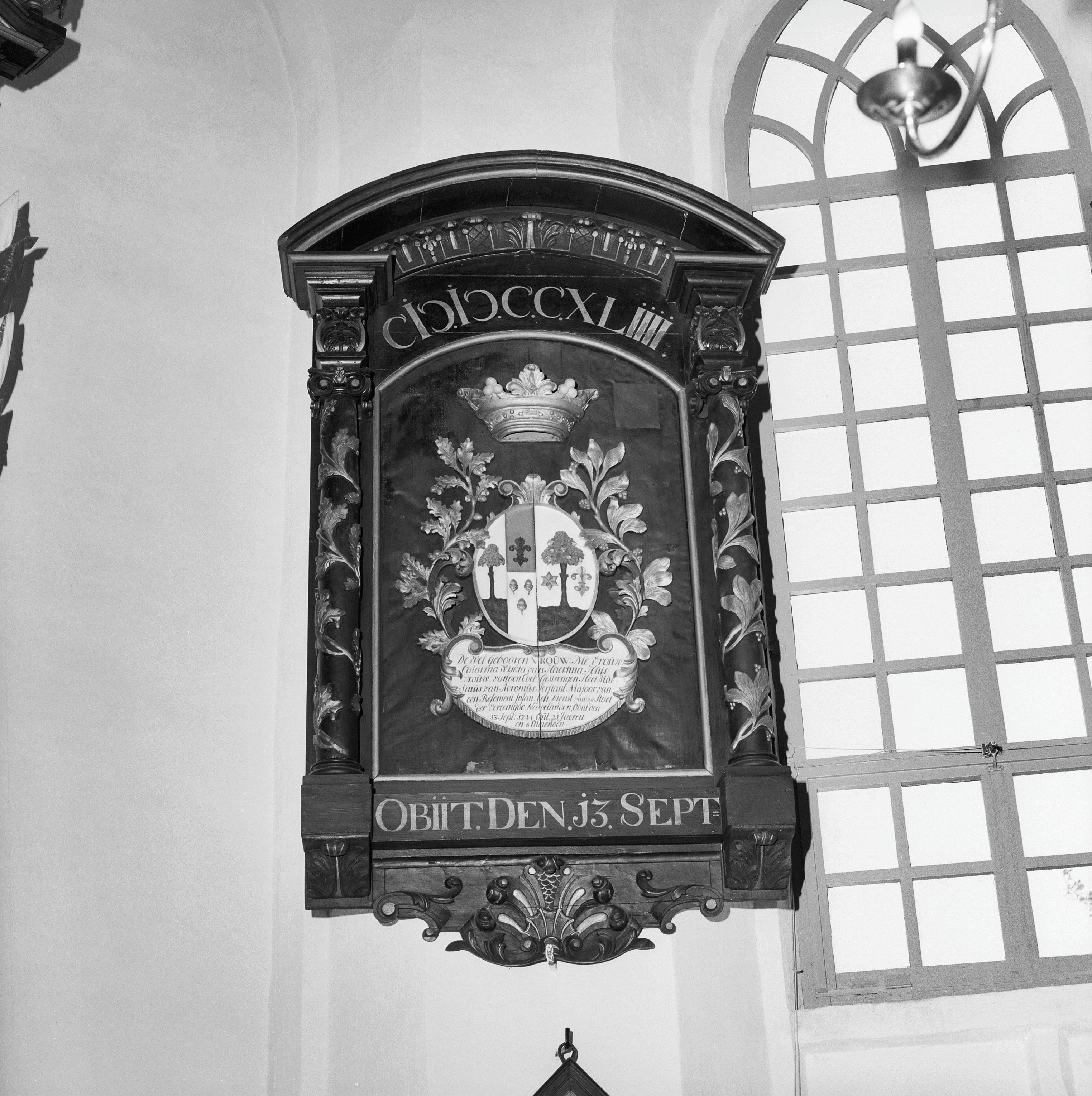
Een rouwbord (1980)
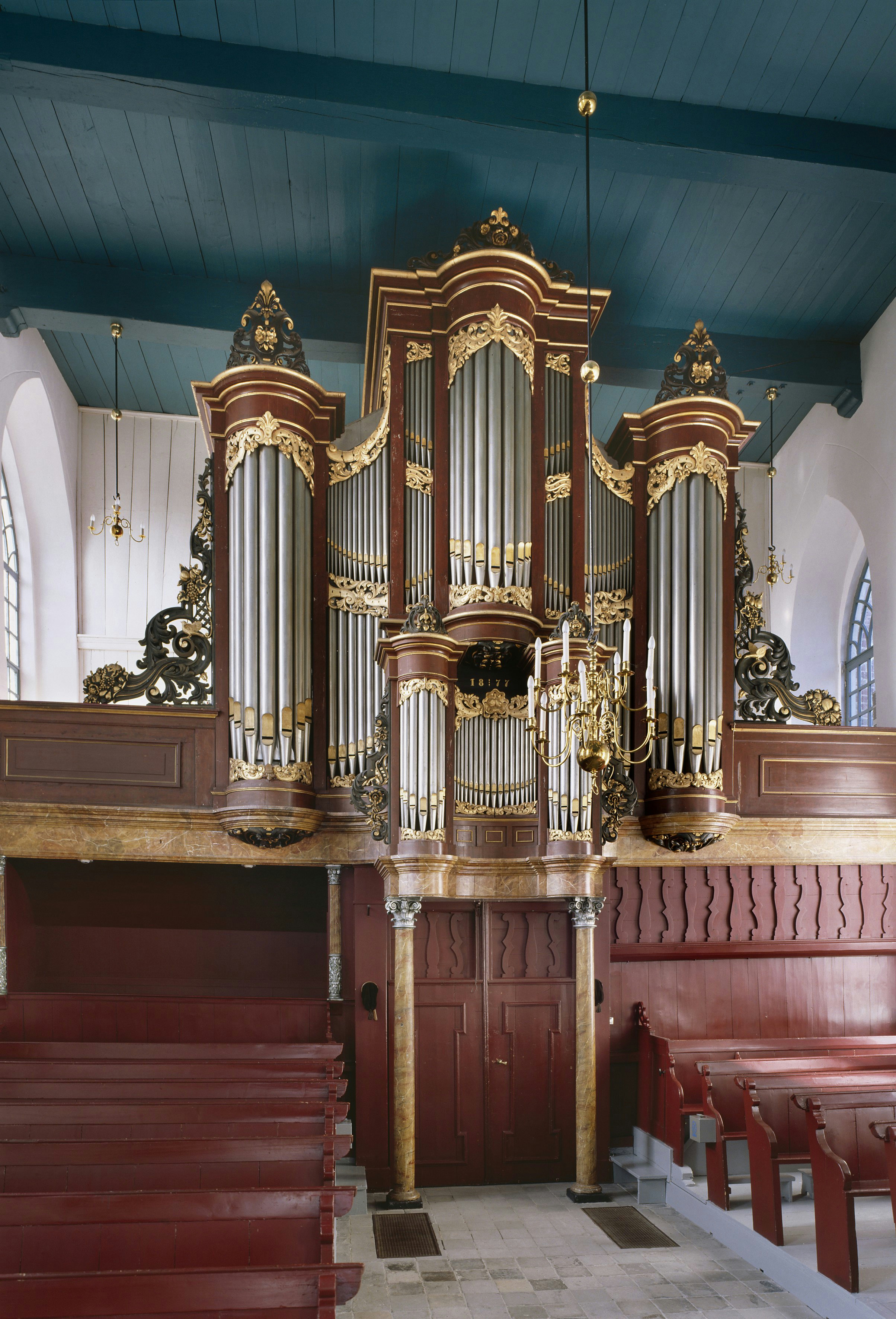
Interieur met orgel